# Josef Schmidberger

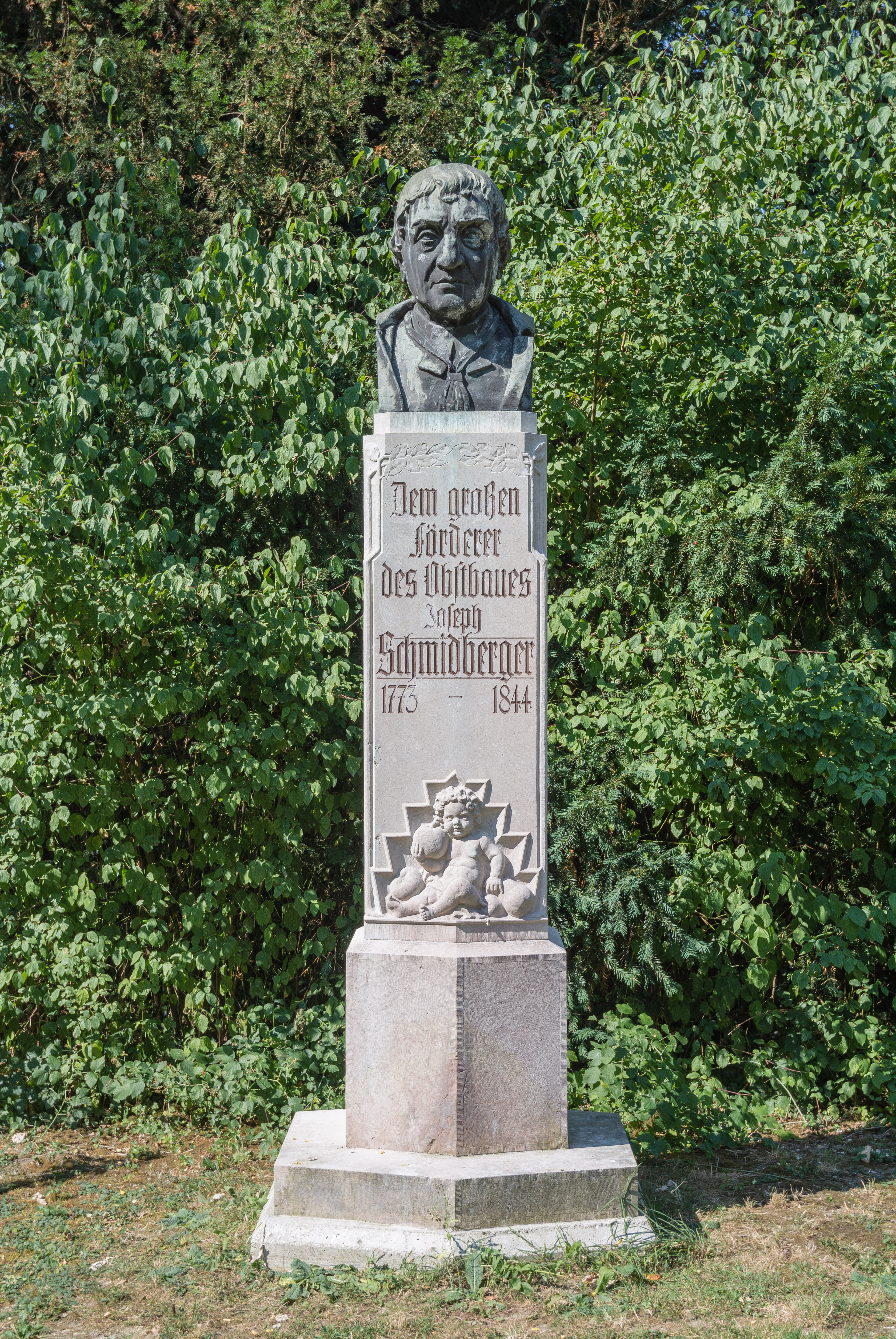
Denkmal für Joseph Schmidberger im Prälatengarten des Stiftes St. Florian, geschaffen von Franz Forster (1931)

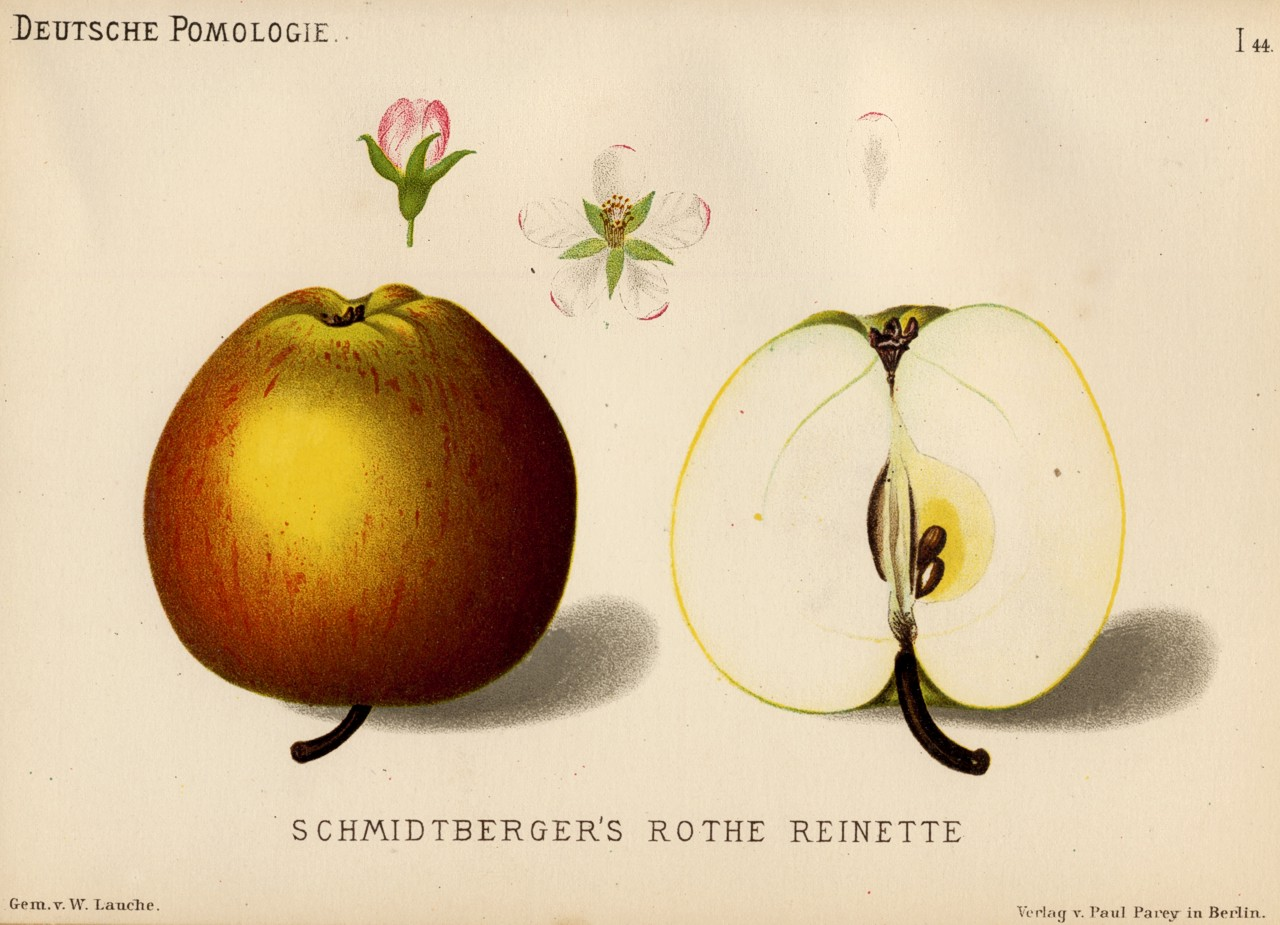
Schmidberger Renette, Darstellung in Deutsche Pomologie – Äpfel, 1882/83

Josef Schmidberger Can. Reg. (* 4. November 1773 in Urfahr bei Linz; † 10. August 1844 in St. Florian) war ein österreichischer Priester und Pomologe. Er züchtete neue Obstsorten und gilt als ein Pionier der Schädlingsbekämpfung.

## Leben
Nach dem Besuch des Gymnasiums in Linz studierte Schmidberger 1794/95 Medizin an der Universität Wien, entwickelte aber unter dem Einfluss von Nikolaus Joseph von Jacquin und Joseph Franz von Jacquin eine Vorliebe für die Naturwissenschaften. Wegen einer schweren Krankheit brach er das Studium ab und trat 1796 in das Augustiner-Chorherrenstift St. Florian ein. Ab 1797 besuchte er das Priesterseminar in Linz, legte 1798 seine Profess ab und wurde 1800 zum Priester geweiht. In der Folge war er als Kooperator in der Stiftspfarre Ansfelden tätig. Ab 1810 wirkte er im Stift, zunächst als Küchenmeister, ab 1819 auch als Gartenpräfekt.
Schon als Novize beschäftigte er sich mit Botanik und wandte sich dann insbesondere dem Obstbau zu. Im Stift legte er eine Orangerie an und reorganisierte die Baumschule. Er befasste sich mit der Zucht und Veredelung von Obstsorten, insbesondere von Apfel- und Pfirsichsorten, und vertrieb ein großes Sortiment in der gesamten Habsburgermonarchie und darüber hinaus. Besonders intensiv erforschte er die Schädlinge der Obstbäume. Dabei entdeckte er neue Arten, er beschrieb unter anderem als erster den Apfelblattsauger (Pyslla mali Schmidberger). Er erkannte auch als einer der ersten, dass die Schädlinge in anderen Tierarten, insbesondere unter den Schlupfwespen, natürliche Feinde hatten, die er zur biologischen Schädlingsbekämpfung einsetzte. 
1821 begann Schmidberger eine Vogelsammlung anzulegen, die einen Großteil der Vögel Oberösterreichs enthielt. Die einzigartige Sammlung von 349 Präparaten in 171 Arten wurde 2014 vom Stift St. Florian dem Oberösterreichischen Landesmuseum übergeben.
Von 1834 bis zu seinem Tod gehörte er dem Verwaltungsrat des Musealvereins Francisco-Carolinum in Linz an und gab den Anstoß für eine entomologische Sammlung.
Mehrere Garten- und Obstbaugesellschaften ernannten ihn zum Ehrenmitglied, darunter 1826 der Verein zur Beförderung des Gartenbaues im Preußischen Staate.
Georg Liegel benannte eine in der Umgebung von Braunau am Inn gefundene, bis dahin nicht beschriebene Apfelsorte als Schmidberger Renette.

## Schriften (Auswahl)
- Kurzer praktischer Unterricht von der Erziehung der Obstbäume in Gartentöpfen, oder der sogenannten Obstorangerie-Bäumchen. Cajetan Haslinger, Linz 1820
- Leichtfaßlicher Unterricht von der Erziehung der Zwergbäume. Cajetan Haslinger, Linz 1821
- Leichtfaßlicher Unterricht von der Erziehung der Obstbäume, gegeben in einer kritischen Darstellung des gegenwärtigen Zustandes der Obstbaumzucht in Oesterreich ob der Enns nebst Naturgeschichte einiger den Obstbäumen schädlichen Insecten. Cajetan Haslinger, Linz 1824
- Beiträge zur Obstbaumzucht und zur Naturgeschichte der den Obstbäumen schädlichen Insekten. 4 Hefte, Cajetan Haslinger, Linz, 1828–1836
- Leichtfaßlicher Unterricht über Erziehung und Pflege der Obstbäume. Verlag des k.k. Museums-Vereins in Österreich ob der Enns und Salzburg, Linz 1837
- Den Obstbäumen schädliche Insecten. In: Vincenz Kollar (Hrsg.): Naturgeschichte der schädlichen Insecten in Beziehung auf Landwirthschaft und Forstcultur. Verhandlungen der k.k. Landwirthschaftsgesellschaft in Wien, Neue Folge 5, 1837
- Von der Fürsorge Gottes für die Erhaltung der Insecten, daß sie nicht aussterben. In: VI. Jahresbericht des Museums Francisco-Carolinum. Linz 1842, S. 48–60 (zobodat.at [PDF]).